# 伊露維塔
一如（Eru），意思是「獨一的一位」，又稱伊露維塔（Ilúvitar），「眾生萬物之父」。英國作家約翰·羅納德·鲁埃爾·托爾金的史詩式奇幻小說《精靈寶鑽》中的人物。托爾金世界之中的上帝，埃努（天使）和一亞（宇宙）的創造者。但維拉則代伊露維塔統治阿爾達（世界），包括塑造阿爾達的工作。一如是《精靈寶鑽》故事最重要的一部份，但在托爾金最著名的作品：《哈比人歷險記》和《魔戒》沒有提及一如，僅僅在《魔戒》附錄A暗示努曼諾爾帝國的滅亡出自一如之手。

## 《精靈寶鑽》中的一如
一如獨自創造了精靈和人類，埃努並沒有參與一如的創作，因此精靈和人類被稱為伊露維塔的孩子（Children of Ilúvatar，Eruhini）。而矮人（Dwarves）由維拉大地之神奧力所創造，一如給矮人靈魂和生命力。動物和植物大概是一如和埃努在第一樂章和第二樂章創造，但有例外，例如胡安（形如獵犬，出現在《精靈寶鑽》中）和巨鷹（出現在《哈比人歷險記》和《魔戒》之中），牠們本質上是邁雅。
一如將阿爾達托給維拉管理，但在第二紀元的最後祂親自到達阿爾達處罰了黑暗努曼諾爾人，並將阿爾達由平面大地改造為球體，自此阿門洲被隔離，只有精靈被允許依著隱形的航道到達阿門洲。

## 托爾金創作的一如
一如並不純粹是神話中虛構的神祇，托爾金以這個虛構語言的名字，暗示了他的一神教信仰。在他的信件之中，謙稱他的作品是「次級創作」，「並且聯繫創造者之間的創造」。
信件之中也提及《魔戒》中出現的神秘人物湯姆·龐巴迪（Tom Bombadil）和他妻子金莓（Goldberry）的身份問題。
當佛羅多詢問金莓：「湯姆·龐巴迪究竟是誰？」金莓回答：「就是他。」，暗示湯姆·龐巴迪爾就是一如，這是大部分人的誤解。因為托爾金也在信件之中否認。他表示人們對湯姆·龐巴迪爾的看法太過嚴肅。

## 命名和發展
伊露維塔的概念取材於北歐神話中的奧丁（Odin，眾神之父）和旧约聖經中神的概念（眾生萬物之父）兩大來源，亦受芬蘭神話影響。芬蘭神話中，大氣之神的名稱為伊爾瑪塔（Ilmatar），和伊露維塔（Ilúvatar）極其相似。
值得注意的是，托爾金作品中土世界的舊版本中，伊露維塔意思是天父（Sky-father），但此意義在新版本中已沒有採用。在早期的版本中，伊露維塔是神的唯一名字——一如一詞第一次出現在《中土世界的變遷》第十章：《阿門洲史》中。